# (27792) Fridakahlo
(27792) Fridakahlo est un astéroïde de la ceinture principale.

## Description
(27792) Fridakahlo est un astéroïde de la ceinture principale. Il fut découvert le 20 février 1993 à Caussols par Eric Walter Elst. Il présente une orbite caractérisée par un demi-grand axe de 3,02 UA, une excentricité de 0,10 et une inclinaison de 8,9° par rapport à l'écliptique.

## Compléments